# Campeonato colombiano 1983
El Campeonato colombiano 1983 fue la trigésimo sexta (36°) edición de la Categoría Primera A del fútbol profesional colombiano, siendo el torneo de Primera División en la temporada 1983.
Este campeonato tuvo tres etapas: Copa de la Paz (Apertura), Torneo Nacional (Finalización) y un octogonal final para definir el título, teniendo en cuenta los puntos de bonificación obtenidos por los equipos en los dos primeros torneos. América de Cali se coronó campeón por tercera vez en la historia; Hugo Gottardi de Santa Fe fue el máximo anotador.

## Equipos participantes

### Datos de los clubes
| Equipo                 | Ciudad       | Estadio                    |
| ---------------------- | ------------ | -------------------------- |
| América de Cali        | Cali         | Olímpico Pascual Guerrero  |
| Atlético Bucaramanga   | Bucaramanga  | Alfonso López              |
| Atlético Nacional      | Medellín     | Atanasio Girardot          |
| Cúcuta Deportivo       | Cúcuta       | General Santander          |
| Deportes Quindío       | Armenia      | San José                   |
| Deportes Tolima        | Ibagué       | San Bonifacio              |
| Deportivo Cali         | Cali         | Olímpico Pascual Guerrero  |
| Deportivo Pereira      | Pereira      | Hernán Ramírez Villegas    |
| Independiente Medellín | Medellín     | Atanasio Girardot          |
| Junior                 | Barranquilla | Municipal Romelio Martínez |
| Millonarios            | Bogotá       | Nemesio Camacho El Campín  |
| Once Caldas            | Manizales    | Fernando Londoño Londoño   |
| Santa Fe               | Bogotá       | Nemesio Camacho El Campín  |
| Unión Magdalena        | Santa Marta  | Eduardo Santos             |

### Localización
| Antioquia          | 2 | Atlético Nacional e Independiente Medellín | Nacional DIM Millonarios Santa Fe Caldas Pereira Quindío América Cali Bucaramanga Cúcuta Tolima Unión Junior |
| Bogotá, D. C.      | 2 | Millonarios y Santa Fe                     | Nacional DIM Millonarios Santa Fe Caldas Pereira Quindío América Cali Bucaramanga Cúcuta Tolima Unión Junior |
| Valle del Cauca    | 2 | América de Cali y Deportivo Cali           | Nacional DIM Millonarios Santa Fe Caldas Pereira Quindío América Cali Bucaramanga Cúcuta Tolima Unión Junior |
| Atlántico          | 1 | Junior                                     | Nacional DIM Millonarios Santa Fe Caldas Pereira Quindío América Cali Bucaramanga Cúcuta Tolima Unión Junior |
| Caldas             | 1 | Once Caldas                                | Nacional DIM Millonarios Santa Fe Caldas Pereira Quindío América Cali Bucaramanga Cúcuta Tolima Unión Junior |
| Magdalena          | 1 | Unión Magdalena                            | Nacional DIM Millonarios Santa Fe Caldas Pereira Quindío América Cali Bucaramanga Cúcuta Tolima Unión Junior |
| Norte de Santander | 1 | Cúcuta Deportivo                           | Nacional DIM Millonarios Santa Fe Caldas Pereira Quindío América Cali Bucaramanga Cúcuta Tolima Unión Junior |
| Quindío            | 1 | Deportes Quindío                           | Nacional DIM Millonarios Santa Fe Caldas Pereira Quindío América Cali Bucaramanga Cúcuta Tolima Unión Junior |
| Risaralda          | 1 | Deportivo Pereira                          | Nacional DIM Millonarios Santa Fe Caldas Pereira Quindío América Cali Bucaramanga Cúcuta Tolima Unión Junior |
| Santander          | 1 | Atlético Bucaramanga                       | Nacional DIM Millonarios Santa Fe Caldas Pereira Quindío América Cali Bucaramanga Cúcuta Tolima Unión Junior |
| Tolima             | 1 | Deportes Tolima                            | Nacional DIM Millonarios Santa Fe Caldas Pereira Quindío América Cali Bucaramanga Cúcuta Tolima Unión Junior |

## Copa de la Paz
El torneo se desarrolló con dos grupos de siete equipos enfrentándose en partidos de ida y vuelta,y una fecha de clásicos intergrupales por cada vuelta. Los dos cabezas de grupo disputaban el máximo punto (1.00) de la bonificación. Los segundos puestos disputaban el (0.50).

### Grupo A
| Pos. | Equipo                 | Pts. | PJ | G | E | P | GF | GC | Dif. | Clasificación                   |
| ---- | ---------------------- | ---- | -- | - | - | - | -- | -- | ---- | ------------------------------- |
| 1    | Once Caldas            | 20   | 14 | 9 | 2 | 3 | 17 | 9  | +8   | Bonificación y Octogonal final. |
| 2    | Independiente Medellín | 17   | 14 | 6 | 5 | 3 | 21 | 11 | +10  | Bonificación y Octogonal final. |
| 3    | Deportivo Cali         | 16   | 14 | 6 | 4 | 4 | 18 | 14 | +4   |                                 |
| 4    | Santa Fe               | 13   | 14 | 6 | 1 | 7 | 15 | 18 | −3   |                                 |
| 5    | Deportes Tolima        | 13   | 14 | 4 | 5 | 5 | 14 | 19 | −5   |                                 |
| 6    | Unión Magdalena        | 12   | 14 | 4 | 4 | 6 | 20 | 21 | −1   |                                 |
| 7    | Cúcuta Deportivo       | 6    | 14 | 0 | 6 | 8 | 9  | 23 | −14  |                                 |

 Fuente: Rsssf

### Grupo B
| Pos. | Equipo               | Pts. | PJ | G  | E | P | GF | GC | Dif. | Clasificación                   |
| ---- | -------------------- | ---- | -- | -- | - | - | -- | -- | ---- | ------------------------------- |
| 1    | Junior               | 20   | 14 | 10 | 0 | 4 | 26 | 18 | +8   | Bonificación y Octogonal final. |
| 2    | Millonarios          | 18   | 14 | 7  | 4 | 3 | 21 | 17 | +4   | Bonificación y Octogonal final. |
| 3    | América de Cali      | 16   | 14 | 6  | 4 | 4 | 24 | 20 | +4   |                                 |
| 4    | Atlético Bucaramanga | 14   | 14 | 4  | 6 | 4 | 21 | 19 | +2   |                                 |
| 5    | Atlético Nacional    | 13   | 14 | 5  | 3 | 6 | 13 | 13 | 0    |                                 |
| 6    | Deportivo Pereira    | 9    | 14 | 3  | 3 | 8 | 19 | 25 | −6   |                                 |
| 7    | Deportes Quindío     | 9    | 14 | 3  | 3 | 8 | 7  | 18 | −11  |                                 |

 Fuente: Rsssf

### Resultados
| Grupo A          |
| Grupo B          |
| Clásico Regional |

| Magdalena   | 2 - 0 | Cúcuta      |
| Santa Fe    | 2 - 1 | Tolima      |
| Medellín    | 3 - 0 | Cali        |
| América     | 1 - 0 | Nacional    |
| Bucaramanga | 1 - 2 | Junior      |
| Quindío     | 0 - 0 | Millonarios |
| Caldas      | 2 - 1 | Pereira     |

| Cúcuta      | 0 - 5 | Medellín    |
| Caldas      | 1 - 0 | Santa Fe    |
| Tolima      | 3 - 1 | Magdalena   |
| Millonarios | 1 - 1 | Pereira     |
| Junior      | 3 - 0 | Quindío     |
| Nacional    | 2 - 0 | Bucaramanga |
| Cali        | 1 - 1 | América     |

| Cali        | 2 - 0 | Cúcuta      |
| Magdalena   | 1 - 2 | Caldas      |
| Medellín    | 1 - 0 | Tolima      |
| Bucaramanga | 2 - 2 | América     |
| Pereira     | 2 - 4 | Junior      |
| Quindío     | 2 - 1 | Nacional    |
| Santa Fe    | 0 - 1 | Millonarios |

| Santa Fe | 0 - 1 | Magdalena   |
| Tolima   | 1 - 1 | Cali        |
| Caldas   | 1 - 0 | Medellín    |
| Junior   | 1 - 0 | Millonarios |
| América  | 2 - 0 | Quindío     |
| Nacional | 1 - 0 | Pereira     |
| Cúcuta   | 1 - 1 | Bucaramanga |

| Cali        | 1 - 0 | Caldas      |
| Medellín    | 1 - 2 | Santa Fe    |
| Cúcuta      | 2 - 2 | Tolima      |
| Pereira     | 4 - 2 | América     |
| Millonarios | 2 - 1 | Nacional    |
| Quindío     | 1 - 0 | Bucaramanga |
| Magdalena   | 0 - 1 | Junior      |

| Caldas      | 1 - 0 | Cúcuta      |
| Santa Fe    | 2 - 0 | Cali        |
| Magdalena   | 2 - 2 | Medellín    |
| Bucaramanga | 5 - 3 | Pereira     |
| América     | 3 - 1 | Millonarios |
| Nacional    | 0 - 1 | Junior      |
| Tolima      | 1 - 0 | Quindío     |

| Cúcuta      | 2 - 2 | Santa Fe    |
| Caldas      | 1 - 0 | Tolima      |
| Cali        | 1 - 1 | Magdalena   |
| Millonarios | 2 - 1 | Bucaramanga |
| Quindío     | 1 - 0 | Pereira     |
| Junior      | 4 - 1 | América     |
| Medellín    | 2 - 0 | Nacional    |

| Cúcuta      | 1 - 1 | Magdalena   |
| Tolima      | 1 - 0 | Santa Fe    |
| Cali        | 2 - 0 | Medellín    |
| Junior      | 1 - 3 | Bucaramanga |
| Millonarios | 2 - 0 | Quindío     |
| Nacional    | 3 - 1 | América     |
| Pereira     | 1 - 0 | Caldas      |

| Medellín    | 1 - 0 | Cúcuta      |
| Santa Fe    | 1 - 0 | Caldas      |
| Magdalena   | 3 - 0 | Tolima      |
| Bucaramanga | 0 - 0 | Nacional    |
| Pereira     | 1 - 2 | Millonarios |
| Quindío     | 0 - 1 | Junior      |
| América     | 0 - 2 | Cali        |

| Tolima      | 1 - 1 | Medellín    |
| Cúcuta      | 0 - 0 | Cali        |
| Caldas      | 1 - 1 | Magdalena   |
| América     | 2 - 2 | Bucaramanga |
| Nacional    | 0 - 1 | Quindío     |
| Junior      | 2 - 0 | Pereira     |
| Millonarios | 4 - 3 | Santa fe    |

| Medellín    | 1 - 1 | Caldas   |
| Cali        | 4 - 0 | Tolima   |
| Magdalena   | 0 - 1 | Santa fe |
| Pereira     | 1 - 2 | Nacional |
| Quindío     | 0 - 1 | América  |
| Millonarios | 2 - 1 | Junior   |
| Bucaramanga | 1 - 1 | Cúcuta   |

| Caldas      | 3 - 1 | Cali        |
| Santa fe    | 0 - 2 | Medellín    |
| Tolima      | 2 - 1 | Cúcuta      |
| América     | 0 - 0 | Pereira     |
| Nacional    | 1 - 1 | Millonarios |
| Bucaramanga | 2 - 0 | Quindío     |
| Junior      | 4 - 3 | Magdalena   |

| Medellín    | 1 - 1 | Magdalena   |
| Cúcuta      | 0 - 1 | Caldas      |
| Cali        | 1 - 0 | Santa fe    |
| Junior      | 0 - 1 | Nacional    |
| Pereira     | 1 - 2 | Bucaramanga |
| Millonarios | 0 - 3 | América     |
| Quindío     | 1 - 1 | Tolima      |

| Cali        | 1 - 1 | Magdalena   |
| Tolima      | 1 - 3 | Caldas      |
| Santa Fe    | 2 - 1 | Cúcuta      |
| Bucaramanga | 1 - 1 | Millonarios |
| América     | 5 - 1 | Junior      |
| Pereira     | 2 - 2 | Quindío     |
| Nacional    | 1 - 1 | Medellín    |

### Bonificación
Los primeros lugares se enfrentan y el ganador obtiene 1 punto de bonificación y el perdedor 0.75. Los segundos lugares compiten por 0.50 puntos para el ganador y 0.25 para el perdedor.
| Ciudad                                                    | Equipo local | Resultado | Equipo visitante |
| --------------------------------------------------------- | ------------ | --------- | ---------------- |
| Manizales                                                 | Once Caldas  | 2 - 2     | Junior           |
| Barranquilla                                              | Junior       | 0 - 2     | Once Caldas      |
| Once Caldas recibe 1 punto de bonificación y Junior 0.75. |              |           |                  |

| Ciudad                                                          | Equipo local           | Resultado      | Equipo visitante       |
| --------------------------------------------------------------- | ---------------------- | -------------- | ---------------------- |
| Medellín                                                        | Independiente Medellín | 0 - 2          | Millonarios            |
| Bogotá                                                          | Millonarios            | 0 - 2 (3-4 p.) | Independiente Medellín |
| Medellín recibe 0.50 puntos de bonificación y Millonarios 0.25. |                        |                |                        |

## Torneo Nacional
| Pos. | Equipo                 | Pts. | PJ | G  | E  | P  | GF | GC | Dif. | Clasificación                   |
| ---- | ---------------------- | ---- | -- | -- | -- | -- | -- | -- | ---- | ------------------------------- |
| 1    | Atlético Nacional      | 37   | 26 | 15 | 7  | 4  | 37 | 23 | +14  | Bonificación y Octogonal final. |
| 2    | América de Cali        | 35   | 26 | 15 | 5  | 6  | 47 | 24 | +23  | Bonificación y Octogonal final. |
| 3    | Millonarios            | 35   | 26 | 14 | 7  | 5  | 39 | 23 | +16  | Bonificación y Octogonal final. |
| 4    | Junior                 | 34   | 26 | 13 | 8  | 5  | 48 | 25 | +23  | Bonificación y Octogonal final. |
| 5    | Santa Fe               | 32   | 26 | 14 | 4  | 8  | 54 | 36 | +18  |                                 |
| 6    | Independiente Medellín | 28   | 26 | 7  | 14 | 5  | 29 | 28 | +1   |                                 |
| 7    | Deportivo Pereira      | 26   | 26 | 11 | 4  | 11 | 35 | 39 | −4   |                                 |
| 8    | Deportivo Cali         | 25   | 26 | 10 | 5  | 11 | 29 | 30 | −1   |                                 |
| 9    | Unión Magdalena        | 24   | 26 | 8  | 8  | 10 | 24 | 29 | −5   |                                 |
| 10   | Once Caldas            | 24   | 26 | 5  | 14 | 7  | 28 | 31 | −3   |                                 |
| 11   | Deportes Tolima        | 19   | 26 | 7  | 5  | 14 | 26 | 37 | −11  |                                 |
| 12   | Atlético Bucaramanga   | 18   | 26 | 6  | 6  | 14 | 27 | 54 | −27  |                                 |
| 13   | Cúcuta Deportivo       | 14   | 26 | 3  | 8  | 15 | 24 | 42 | −18  |                                 |
| 14   | Deportes Quindío       | 13   | 26 | 4  | 5  | 17 | 16 | 42 | −26  |                                 |

 Fuente: Rsssf

### Resultados Torneo Nacional
Resultados Primera Vuelta

| Fecha 1                | Fecha 1   | Fecha 1                |
| ---------------------- | --------- | ---------------------- |
| Equipo Local           | Resultado | Equipo Visitante       |
| Independiente Medellín | 2 - 0     | Bucaramanga            |
| Deportivo Cali         | 4 – 0     | Atlético Nacional      |
| Cúcuta Deportivo       | 1 - 5     | América de Cali        |
| Millonarios            | 0 - 0     | Atlético Junior        |
| Unión Magdalena        | 2 - 0     | Independiente Santa Fe |
| Deportes Tolima        | 2 - 1     | Once Caldas            |
| Deportivo Pereira      | 2 - 1     | Deportes Quindío       |

| Fecha 2                | Fecha 2   | Fecha 2                |
| ---------------------- | --------- | ---------------------- |
| Equipo Local           | Resultado | Equipo Visitante       |
| Atlético Nacional      | 0 - 0     | Cúcuta Deportivo       |
| Atlético Junior        | 2 - 1     | Deportes Tolima        |
| Deportes Quindío       | 0 - 0     | Unión Magdalena        |
| América de Cali        | 2 - 1     | Deportivo Pereira      |
| Bucaramanga            | 2 - 1     | Deportivo Cali         |
| Once Caldas            | 0 - 0     | Independiente Medellín |
| Independiente Santa Fe | 0 - 0     | Millonarios            |

| Fecha 3                | Fecha 3   | Fecha 3                |
| ---------------------- | --------- | ---------------------- |
| Equipo Local           | Resultado | Equipo Visitante       |
| Deportivo Cali         | 2 - 1     | Cúcuta Deportivo       |
| Bucaramanga            | 3 - 2     | Once Caldas            |
| Millonarios            | 3 - 2     | Deportes Quindío       |
| Deportes Tolima        | 1 - 2     | Independiente Santa Fe |
| Deportivo Pereira      | 2 - 1     | Atlético Nacional      |
| Independiente Medellín | 1 - 1     | Atlético Junior        |
| Unión Magdalena        | 3 - 1     | América de Cali        |

| Fecha 4                | Fecha 4   | Fecha 4                |
| ---------------------- | --------- | ---------------------- |
| Equipo Local           | Resultado | Equipo Visitante       |
| Cúcuta Deportivo       | 1 - 3     | Deportivo Pereira      |
| Independiente Santa Fe | 0 - 0     | Independiente Medellín |
| Atlético Nacional      | 1 - 0     | Unión Magdalena        |
| Atlético Junior        | 8 - 1     | Bucaramanga            |
| América de Cali        | 2 - 2     | Millonarios            |
| Once Caldas            | 0 - 0     | Deportivo Cali         |
| Deportes Quindío       | 1 - 0     | Deportes Tolima        |

| Fecha 5                | Fecha 5   | Fecha 5                |
| ---------------------- | --------- | ---------------------- |
| Equipo Local           | Resultado | Equipo Visitante       |
| Independiente Medellín | 2 - 0     | Deportes Quindío       |
| Deportes Tolima        | 2 - 1     | América de Cali        |
| Once Caldas            | 2 - 2     | Atlético Junior        |
| Bucaramanga            | 0 - 0     | Independiente Santa Fe |
| Unión Magdalena        | 1 - 1     | Cúcuta Deportivo       |
| Deportivo Cali         | 4 - 0     | Deportivo Pereira      |
| Millonarios            | 0 - 1     | Atlético Nacional      |

| Fecha 6                | Fecha 6   | Fecha 6                |
| ---------------------- | --------- | ---------------------- |
| Equipo Local           | Resultado | Equipo Visitante       |
| América de Cali        | 5 - 2     | Independiente Medellín |
| Atlético Junior        | 2 - 0     | Deportivo Cali         |
| Independiente Santa Fe | 3 - 1     | Once Caldas            |
| Deportes Quindío       | 0 - 0     | Bucaramanga            |
| Atlético Nacional      | 2 - 1     | Deportes Tolima        |
| Cúcuta Deportivo       | 2 - 3     | Millonarios            |
| Deportivo Pereira      | 1 - 1     | Unión Magdalena        |

| Fecha 7                | Fecha 7   | Fecha 7                |
| ---------------------- | --------- | ---------------------- |
| Equipo Local           | Resultado | Equipo Visitante       |
| Millonarios            | 2 - 0     | Deportivo Pereira      |
| Deportivo Cali         | 3 – 2     | Unión Magdalena        |
| Bucaramanga            | 0 – 2     | América de Cali        |
| Once Caldas            | 2 - 0     | Deportes Quindío       |
| Atlético Junior        | 4 - 2     | Independiente Santa Fe |
| Deportes Tolima        | 1 - 0     | Cúcuta Deportivo       |
| Independiente Medellín | 0 - 3     | Atlético Nacional      |

| Fecha 8                | Fecha 8   | Fecha 8                |
| ---------------------- | --------- | ---------------------- |
| Equipo Local           | Resultado | Equipo Visitante       |
| Unión Magdalena        | 1 -1      | Millonarios            |
| América de Cali        | 1 - 0     | Once Caldas            |
| Deportes Quindío       | 0 - 1     | Atlético Junior        |
| Independiente Santa Fe | 3 - 1     | Deportivo Cali         |
| Deportivo Pereira      | 1 - 0     | Deportes Tolima        |
| Cúcuta Deportivo       | 1 - 1     | Independiente Medellín |
| Atlético Nacional      | 1 - 2     | Bucaramanga            |

| Fecha 9                | Fecha 9   | Fecha 9           |
| ---------------------- | --------- | ----------------- |
| Equipo Local           | Resultado | Equipo Visitante  |
| Independiente Santa Fe | 4 - 1     | Deportes Quindío  |
| Independiente Medellín | 2 - 2     | Deportivo Pereira |
| Deportivo Cali         | 0 - 1     | Millonarios       |
| Atlético Junior        | 3 - 0     | América de Cali   |
| Once Caldas            | 1 - 1     | Atlético Nacional |
| Deportes Tolima        | 5- 2      | Unión Magdalena   |
| Bucaramanga            | 4 - 1     | Cúcuta Deportivo  |

| Fecha 10          | Fecha 10    | Fecha 10               |
| ----------------- | ----------- | ---------------------- |
| Equipo Local      | Resultado   | Equipo Visitante       |
| Deportes Quindío  | 2 – 0 (1.1) | Deportivo Cali         |
| Deportivo Pereira | 5 - 2       | Bucaramanga            |
| Millonarios       | 3 - 0       | Deportes Tolima        |
| América de Cali   | 4 - 2       | Independiente Santa Fe |
| Unión Magdalena   | 0 - 0       | Independiente Medellín |
| Cúcuta Deportivo  | 2 - 2       | Once Caldas            |
| Atlético Nacional | 2 - 0       | Atlético Junior        |

| Fecha 11               | Fecha 11  | Fecha 11          |
| ---------------------- | --------- | ----------------- |
| Equipo Local           | Resultado | Equipo Visitante  |
| Bucaramanga            | 1 - 0     | Unión Magdalena   |
| Deportes Quindío       | 0 - 1     | América de Cali   |
| Independiente Medellín | 0 - 1     | Millonarios       |
| Independiente Santa Fe | 1 - 2     | Atlético Nacional |
| Deportivo Cali         | 0 - 0     | Deportes Tolima   |
| Atlético Junior        | 3 - 0     | Cúcuta Deportivo  |
| Once Caldas            | 2 - 0     | Deportivo Pereira |

| Fecha 12          | Fecha 12  | Fecha 12               |
| ----------------- | --------- | ---------------------- |
| Equipo Local      | Resultado | Equipo Visitante       |
| Millonarios       | 1 - 1     | Bucaramanga            |
| Deportivo Cali    | 0 - 0     | América de Cali        |
| Deportes Tolima   | 0 - 0     | Independiente Medellín |
| Cúcuta Deportivo  | 2 - 3     | Independiente Santa Fe |
| Unión Magdalena   | 0 - 0     | Once Caldas            |
| Deportivo Pereira | 3 - 2     | Atlético Junior        |
| Atlético Nacional | 1 - 0     | Deportes Quindío       |

| Fecha 13               | Fecha 13  | Fecha 13          |
| ---------------------- | --------- | ----------------- |
| Equipo Local           | Resultado | Equipo Visitante  |
| Once Caldas            | 1 - 1     | Millonarios       |
| Independiente Medellín | 2 - 0     | Deportivo Cali    |
| América de Cali        | 3 - 0     | Atlético Nacional |
| Bucaramanga            | 1 - 1     | Deportes Tolima   |
| Independiente Santa Fe | 5 - 2     | Deportivo Pereira |
| Deportes Quindío       | 2 - 2     | Cúcuta Deportivo  |
| Atlético Junior        | 1 – 0     | Unión Magdalena   |

Resultados Segunda Vuelta
| Fecha 1                | Fecha 1   | Fecha 1                |
| ---------------------- | --------- | ---------------------- |
| Equipo Local           | Resultado | Equipo Visitante       |
| Bucaramanga            | 1 – 1     | Independiente Medellín |
| Atlético Nacional      | 3 – 2     | Deportivo Cali         |
| América de Cali        | 1 – 1     | Cúcuta Deportivo       |
| Atlético Junior        | 3 – 2     | Millonarios            |
| Independiente Santa Fe | 3 – 0     | Unión Magdalena        |
| Once Caldas            | 3 – 2     | Deportes Tolima        |
| Deportes Quindío       | 1 – 0     | Deportivo Pereira      |

| Fecha 2                | Fecha 2   | Fecha 2                |
| ---------------------- | --------- | ---------------------- |
| Equipo Local           | Resultado | Equipo Visitante       |
| Cúcuta Deportivo       | 1 - 1     | Atlético Nacional      |
| Deportes Tolima        | 0 - 0     | Atlético Junior        |
| Unión Magdalena        | 0 - 0     | Deportes Quindío       |
| Deportivo Pereira      | 1 - 1     | América de Cali        |
| Deportivo Cali         | 1 - 0     | Bucaramanga            |
| Independiente Medellín | 1 - 1     | Once Caldas            |
| Millonarios            | 1 - 0     | Independiente Santa Fe |

| Fecha 3                | Fecha 3   | Fecha 3                |
| ---------------------- | --------- | ---------------------- |
| Equipo Local           | Resultado | Equipo Visitante       |
| Cúcuta Deportivo       | 0 - 1     | Deportivo Cali         |
| Once Caldas            | 1 - 1     | Bucaramanga            |
| Deportes Quindío       | 1 - 3     | Millonarios            |
| Independiente Santa Fe | 5 - 0     | Deportes Tolima        |
| Atlético Nacional      | 0 - 0     | Deportivo Pereira      |
| Atlético Junior        | 1 - 1     | Independiente Medellín |
| América de Cali        | 1 - 0     | Unión Magdalena        |

| Fecha 4                | Fecha 4   | Fecha 4                |
| ---------------------- | --------- | ---------------------- |
| Equipo Local           | Resultado | Equipo Visitante       |
| Deportivo Pereira      | 2 - 1     | Cúcuta Deportivo       |
| Independiente Medellín | 0 - 0     | Independiente Santa Fe |
| Unión Magdalena        | 0 - 2     | Atlético Nacional      |
| Bucaramanga            | 2 - 3     | Atlético Junior        |
| Millonarios            | 0 - 1     | América de Cali        |
| Deportivo Cali         | 3 - 0     | Once Caldas            |
| Deportes Tolima        | 2 - 1     | Deportes Quindío       |

| Fecha 5                | Fecha 5   | Fecha 5                |
| ---------------------- | --------- | ---------------------- |
| Equipo Local           | Resultado | Equipo Visitante       |
| Deportes Quindío       | 2 - 2     | Independiente Medellín |
| América de Cali        | 2 - 0     | Deportes Tolima        |
| Atlético Junior        | 1 - 1     | Once Caldas            |
| Independiente Santa Fe | 5 - 1     | Bucaramanga            |
| Cúcuta Deportivo       | 0 - 1     | Unión Magdalena        |
| Deportivo Pereira      | 3 - 0     | Deportivo Cali         |
| Atlético Nacional      | 3 - 1     | Millonarios            |

| Fecha 6                | Fecha 6   | Fecha 6                |
| ---------------------- | --------- | ---------------------- |
| Equipo Local           | Resultado | Equipo Visitante       |
| Independiente Medellín | 1 - 0     | América de Cali        |
| Deportivo Cali         | 0 - 0     | Atlético Junior        |
| Once Caldas            | 3 - 3     | Independiente Santa Fe |
| Bucaramanga            | 0 - 1     | Deportes Quindío       |
| Deportes Tolima        | 0 - 1     | Atlético Nacional      |
| Millonarios            | 1 - 0     | Cúcuta Deportivo       |
| Unión Magdalena        | 1 - 0     | Deportivo Pereira      |

| Fecha 7                | Fecha 7   | Fecha 7                |
| ---------------------- | --------- | ---------------------- |
| Equipo Local           | Resultado | Equipo Visitante       |
| Deportivo Pereira      | 0 - 2     | Millonarios            |
| Unión Magdalena        | 1 - 0     | Deportivo Cali         |
| América de Cali        | 3 - 1     | Bucaramanga            |
| Deportes Quindío       | 0 - 1     | Once Caldas            |
| Independiente Santa Fe | 2 - 1     | Atlético Junior        |
| Cúcuta Deportivo       | 1- 0      | Deportes Tolima        |
| Atlético Nacional      | 0 - 0     | Independiente Medellín |

| Fecha 8                | Fecha 8   | Fecha 8                |
| ---------------------- | --------- | ---------------------- |
| Equipo Local           | Resultado | Equipo Visitante       |
| Millonarios            | 2 - 0     | Unión Magdalena        |
| Once Caldas            | 1 - 0     | América de Cali        |
| Atlético Junior        | 3 - 0     | Deportes Quindío       |
| Deportivo Cali         | 2- 0      | Independiente Santa Fe |
| Deportes Tolima        | 0 - 2     | Deportivo Pereira      |
| Independiente Medellín | 1 - 0     | Cúcuta Deportivo       |
| Bucaramanga            | 2 - 5     | Atlético Nacional      |

| Fecha 9           | Fecha 9   | Fecha 9                |
| ----------------- | --------- | ---------------------- |
| Equipo Local      | Resultado | Equipo Visitante       |
| Deportes Quindío  | 1 - 4     | Independiente Santa Fe |
| Deportivo Pereira | 1 - 0     | Independiente Medellín |
| Millonarios       | 3 - 1     | Deportivo Cali         |
| América de Cali   | 2 - 0     | Atlético Junior        |
| Atlético Nacional | 2 - 0     | Once Caldas            |
| Unión Magdalena   | 1 - 0     | Deportes Tolima        |
| Cúcuta Deportivo  | 2 - 0     | Bucaramanga            |

| Fecha 10               | Fecha 10  | Fecha 10          |
| ---------------------- | --------- | ----------------- |
| Equipo Local           | Resultado | Equipo Visitante  |
| Deportivo Cali         | 1 - 0     | Deportes Quindío  |
| Bucaramanga            | 1 - 0     | Deportivo Pereira |
| Deportes Tolima        | 2 - 1     | Millonarios       |
| Independiente Santa Fe | 1 - 0     | América de Cali   |
| Independiente Medellín | 3 - 1     | Unión Magdalena   |
| Once Caldas            | 0 - 0     | Cúcuta Deportivo  |
| Atlético Junior        | 0 - 0     | Atlético Nacional |

| Fecha 11          | Fecha 11  | Fecha 11               |
| ----------------- | --------- | ---------------------- |
| Equipo Local      | Resultado | Equipo Visitante       |
| Unión Magdalena   | 4 - 1     | Bucaramanga            |
| América de Cali   | 4 - 0     | Deportes Quindío       |
| Millonarios       | 4 - 2     | Independiente Medellín |
| Atlético Nacional | 2 - 1     | Independiente Santa Fe |
| Deportes Tolima   | 1 - 2     | Deportivo Cali         |
| Cúcuta Deportivo  | 0 - 2     | Atlético Junior        |
| Deportivo Pereira | 0 - 1     | Once Caldas            |

| Fecha 12               | Fecha 12  | Fecha 12          |
| ---------------------- | --------- | ----------------- |
| Equipo Local           | Resultado | Equipo Visitante  |
| Bucaramanga            | 0 - 1     | Millonarios       |
| América de Cali        | 3 - 0     | Deportivo Cali    |
| Independiente Medellín | 2 - 2     | Deportes Tolima   |
| Independiente Santa Fe | 2 - 1     | Cúcuta Deportivo  |
| Once Caldas            | 2 - 0     | Unión Magdalena   |
| Atlético Junior        | 4 - 2     | Deportivo Pereira |
| Deportes Quindío       | 0 - 1     | Atlético Nacional |

| Fecha 13          | Fecha 13  | Fecha 13               |
| ----------------- | --------- | ---------------------- |
| Equipo Local      | Resultado | Equipo Visitante       |
| Millonarios       | 0 - 0     | Once Caldas            |
| Deportivo Cali    | 1 - 1     | Independiente Medellín |
| Atlético Nacional | 2 - 2     | América de Cali        |
| Deportes Tolima   | 3 - 0     | Bucaramanga            |
| Deportivo Pereira | 1 - 2     | Independiente Santa Fe |
| Cúcuta Deportivo  | 3- 0      | Deportes Quindío       |
| Unión Magdalena   | 2 - 1     | Atlético Junior        |

| Torneo Nacional 1983   | AME | BUC | CAL   | CUC | JUN | MAG | DIM | MIL | NAL | ONC | PER | QUI | SFE | TOL |
| América de Cali        |     | 3-1 | 3-0   | 1-1 | 2-0 | 1-0 | 5-2 | 2-2 | 3-0 | 1-0 | 2-1 | 4-0 | 4-2 | 2-0 |
| Atlético Bucaramanga   | 0-2 |     | 2-1   | 4-1 | 2-3 | 1-0 | 1-1 | 0-1 | 2-5 | 3-2 | 1-0 | 0-1 | 0-0 | 1-1 |
| Deportivo Cali         | 0-0 | 1-0 |       | 2-1 | 0-0 | 3-2 | 1-1 | 0-1 | 4-0 | 3-0 | 4-0 | 1-0 | 2-0 | 0-0 |
| Cúcuta Deportivo       | 1-5 | 2-0 | 0-1   |     | 0-2 | 0-1 | 1-1 | 2-3 | 1-1 | 2-2 | 1-3 | 3-0 | 2-3 | 1-0 |
| Junior                 | 3-0 | 8-1 | 2-0   | 3-0 |     | 1-0 | 1-1 | 3-2 | 0-0 | 1-1 | 4-1 | 3-0 | 4-2 | 2-1 |
| Unión Magdalena        | 3-1 | 4-1 | 1-0   | 1-1 | 2-1 |     | 0-0 | 1-1 | 0-2 | 0-0 | 1-0 | 0-0 | 2-0 | 1-0 |
| Independiente Medellín | 1-0 | 2-0 | 2-0   | 1-0 | 1-1 | 3-1 |     | 0-1 | 0-3 | 1-1 | 2-2 | 2-0 | 0-0 | 2-2 |
| Millonarios            | 0-1 | 1-1 | 3-1   | 1-0 | 0-0 | 2-0 | 4.2 |     | 0-1 | 0-0 | 2-0 | 3-2 | 1-0 | 3-0 |
| Atlético Nacional      | 2-2 | 1-2 | 3-2   | 0-0 | 2-0 | 1-0 | 0-0 | 3-1 |     | 2-0 | 0-0 | 1-0 | 2-1 | 2-1 |
| Once Caldas            | 1-0 | 1-1 | 0-0   | 0-0 | 2-2 | 1-1 | 0-0 | 1-1 | 1-1 |     | 2-0 | 2-0 | 3-3 | 3-2 |
| Deportivo Pereira      | 1-1 | 5-2 | 3-0   | 2-1 | 3-2 | 1-1 | 1-0 | 0-2 | 2-1 | 2-1 |     | 2-1 | 1-2 | 1-0 |
| Deportes Quindío       | 0-1 | 0-0 | 2-0 * | 2-2 | 0-1 | 0-0 | 2-2 | 1-3 | 0-1 | 0-1 | 1-0 |     | 1-4 | 1-0 |
| Santa Fe               | 1-0 | 5-1 | 3-1   | 2-1 | 2-1 | 3-0 | 1-2 | 0-0 | 1-2 | 3-2 | 5-2 | 4-1 |     | 5-0 |
| Deportes Tolima        | 2-1 | 3-0 | 1-2   | 1-0 | 0-0 | 5-2 | 0-0 | 2-1 | 0-1 | 2-1 | 0-2 | 2-1 | 1-2 |     |

* (1-1 Demandado)

## Tabla de bonificación
Los equipos que ocuparon el primer lugar del Apertura o Finalización obtuvieron el (1.00), el segundo lugar el (0.75), el tercero (0.50) y el cuarto el (0.25). Estos puntos se utilizaron para dirimir empates en el octogonal final.
| Pos | Equipo                 | Copa de la Paz | Torneo Nacional | Total |
| --- | ---------------------- | -------------- | --------------- | ----- |
| 1.  | Once Caldas            | 1.00           | 0               | 1.00  |
| 1.  | Atlético Nacional      | 0              | 1.00            | 1.00  |
| 1.  | Junior                 | 0.75           | 0.25            | 1.00  |
| 4.  | América de Cali        | 0              | 0.75            | 0.75  |
| 4.  | Millonarios            | 0.25           | 0.50            | 0.75  |
| 6.  | Independiente Medellín | 0.50           | 0               | 0.50  |

## Octogonal final
Deportivo Cali e Independiente Santa Fe obtuvieron su cupo por la tabla de reclasificación.
| Pos. | Equipo                 | Pts.  | PJ | G | E | P | GF | GC | Dif. | Clasificación                   |
| ---- | ---------------------- | ----- | -- | - | - | - | -- | -- | ---- | ------------------------------- |
| 1    | América de Cali        | 19.75 | 14 | 7 | 5 | 2 | 23 | 15 | +8   | Campeón y Copa Libertadores.    |
| 2    | Junior                 | 19    | 14 | 7 | 4 | 3 | 24 | 14 | +10  | Subcampeón y Copa Libertadores. |
| 3    | Atlético Nacional      | 19    | 14 | 6 | 6 | 2 | 19 | 13 | +6   |                                 |
| 4    | Millonarios            | 16.75 | 14 | 5 | 6 | 3 | 14 | 9  | +5   |                                 |
| 5    | Once Caldas            | 14    | 14 | 5 | 3 | 6 | 15 | 23 | −8   |                                 |
| 6    | Santa Fe               | 12    | 14 | 4 | 4 | 6 | 23 | 26 | −3   |                                 |
| 7    | Deportivo Cali         | 9     | 14 | 3 | 3 | 8 | 13 | 23 | −10  |                                 |
| 8    | Independiente Medellín | 7.5   | 14 | 1 | 5 | 8 | 8  | 16 | −8   |                                 |

 Fuente: Rsssf

### Resultados
Resultados Octogonal Final
| Fecha 1      | Fecha 1   | Fecha 1          |
| ------------ | --------- | ---------------- |
| Equipo Local | Resultado | Equipo Visitante |
| Nacional     | 2 - 1     | Millonarios      |
| Santa Fe     | 6 - 3     | Caldas           |
| Junior       | 3 - 1     | Medellín         |
| América      | 2 - 1     | Cali             |

| Fecha 2      | Fecha 2   | Fecha 2          |
| ------------ | --------- | ---------------- |
| Equipo Local | Resultado | Equipo Visitante |
| Millonarios  | 1 - 0     | Junior           |
| Medellín     | 0 - 0     | Santa Fe         |
| Caldas       | 3 - 2     | América          |
| Cali         | 2 - 2     | Nacional         |

| Fecha 3      | Fecha 3   | Fecha 3          |
| ------------ | --------- | ---------------- |
| Equipo Local | Resultado | Equipo Visitante |
| Nacional     | 0 - 0     | Caldas           |
| Junior       | 3 - 1     | Santa Fe         |
| Millonarios  | 0 - 0     | Cali             |
| América      | 1 - 0     | Medellín         |

| Fecha 4      | Fecha 4   | Fecha 4          |
| ------------ | --------- | ---------------- |
| Equipo Local | Resultado | Equipo Visitante |
| Cali         | 1 - 1     | Junior           |
| Medellín     | 0 - 0     | Nacional         |
| Caldas       | 0 - 0     | Millonarios      |
| Santa Fe     | 2 - 2     | América          |

| Fecha 5      | Fecha 5   | Fecha 5          |
| ------------ | --------- | ---------------- |
| Equipo Local | Resultado | Equipo Visitante |
| Junior       | 1 - 3     | América          |
| Cali         | 2 - 0     | Caldas           |
| Millonarios  | 1 - 0     | Medellín         |
| Nacional     | 3 - 2     | Santa Fe         |

| Fecha 6      | Fecha 6   | Fecha 6          |
| ------------ | --------- | ---------------- |
| Equipo Local | Resultado | Equipo Visitante |
| Junior       | 3 - 0     | Caldas           |
| Medellín     | 0 - 1     | Cali             |
| Santa Fe     | 2 - 0     | Millonarios      |
| América      | 1 - 1     | Nacional         |

| Fecha 7      | Fecha 7   | Fecha 7          |
| ------------ | --------- | ---------------- |
| Equipo Local | Resultado | Equipo Visitante |
| Cali         | 1 - 2     | Santa Fe         |
| Nacional     | 0 - 1     | Junior           |
| Caldas       | 2 - 1     | Medellín         |
| Millonarios  | 0 - 0     | América          |

| Fecha 8      | Fecha 8   | Fecha 8          |
| ------------ | --------- | ---------------- |
| Equipo Local | Resultado | Equipo Visitante |
| Millonarios  | 2 - 1     | Nacional         |
| Caldas       | 1 - 0     | Santa Fe         |
| Medellín     | 0 - 0     | Junior           |
| Cali         | 0 - 1     | América          |

| Fecha 9      | Fecha 9   | Fecha 9          |
| ------------ | --------- | ---------------- |
| Equipo Local | Resultado | Equipo Visitante |
| Junior       | 1 - 0     | Millonarios      |
| Santa Fe     | 1 - 0     | Medellín         |
| América      | 2 - 0     | Caldas           |
| Nacional     | 2 - 0     | Cali             |

| Fecha 10     | Fecha 10  | Fecha 10         |
| ------------ | --------- | ---------------- |
| Equipo Local | Resultado | Equipo Visitante |
| Caldas       | 0 - 2     | Nacional         |
| Santa Fe     | 1 - 1     | Junior           |
| Cali         | 0 - 2     | Millonarios      |
| Medellín     | 0 - 0     | América          |

| Fecha 11     | Fecha 11  | Fecha 11         |
| ------------ | --------- | ---------------- |
| Equipo Local | Resultado | Equipo Visitante |
| Junior       | 4 - 0     | Cali             |
| Nacional     | 1 - 1     | Medellín         |
| Millonarios  | 1 - 1     | Caldas           |
| América      | 2 - 2     | Santa Fe         |

| Fecha 12     | Fecha 12  | Fecha 12         |
| ------------ | --------- | ---------------- |
| Equipo Local | Resultado | Equipo Visitante |
| América      | 4 - 2     | Junior           |
| Caldas       | 2 - 1     | Cali             |
| Medellín     | 1 - 1     | Millonarios      |
| Santa Fe     | 2 - 3     | Nacional         |

| Fecha 13     | Fecha 13  | Fecha 13         |
| ------------ | --------- | ---------------- |
| Equipo Local | Resultado | Equipo Visitante |
| Caldas       | 1 - 3     | Junior           |
| Cali         | 1 - 3     | Medellín         |
| Millonarios  | 4 - 0     | Santa Fe         |
| Nacional     | 1 - 0     | América          |

| Fecha 14     | Fecha 14  | Fecha 14         |
| ------------ | --------- | ---------------- |
| Equipo Local | Resultado | Equipo Visitante |
| Santa Fe     | 2 - 3     | Cali             |
| Junior       | 1 – 1     | Nacional         |
| Medellín     | 0 - 2     | Caldas           |
| América      | 1 - 1     | Millonarios      |

| Final 1983             | AME | CAL | JUN | DIM | MIL | NAL | ONC | SFE |
| América de Cali        |     | 2-1 | 4-2 | 1-0 | 1-1 | 1-1 | 2-0 | 2-2 |
| Deportivo Cali         | 0-1 |     | 1-1 | 1-3 | 0-2 | 2-2 | 2-0 | 1-2 |
| Junior                 | 1-3 | 4-0 |     | 3-1 | 1-0 | 1-1 | 3-0 | 3-1 |
| Independiente Medellín | 1-2 | 0-1 | 0-0 |     | 1-1 | 0-0 | 0-2 | 0-0 |
| Millonarios            | 0-0 | 0-0 | 1-0 | 1-0 |     | 2-1 | 1-1 | 4-0 |
| Atlético Nacional      | 1-0 | 2-0 | 0-1 | 1-1 | 2-1 |     | 0-0 | 3-2 |
| Once Caldas            | 3-2 | 2-1 | 1-3 | 2-1 | 0-0 | 0-2 |     | 1-0 |
| Santa Fe               | 2-2 | 2-3 | 1-1 | 1-0 | 2-0 | 2-3 | 6-3 |     |

|                                     |
| Bandera de Colombia                 |
| Campeón América de Cali 3.er título |

## Goleadores
| Jugador            | Equipo          | Goles |
| ------------------ | --------------- | ----- |
| Hugo Gottardi      | Santa Fe        | 29    |
| Willington Ortiz   | América de Cali | 22    |
| Carlos Amaro Nadal | Deportivo Cali  | 21    |